# أراسي
أراسي بلدية في ولاية باهيا في المنطقة الشمالية الشرقية من البرازيل.